# Oscar Castro-Neves
Oscar Castro-Neves (15 mai 1940 — 27 septembre 2013) est un guitariste, arrangeur et compositeur brésilien considéré comme un des fondateurs de la Bossa nova.

## Biographie
Il est né à Rio de Janeiro. Il forme durant son enfance un groupe de musique avec ses deux frères jumeaux. À 16 ans il rencontre le succès national avec Chora Tua Tristeza. En 1962 il se produit lors d'un concert au Carnegie Hall, puis effectue une tournée avec Stan Getz et Sérgio Mendes. Il a collaboré avec de nombreux musiciens dont Yo Yo Ma, Michael Jackson, Barbra Streisand, Stevie Wonder, João Gilberto, Eliane Elias, Lee Ritenour, Airto Moreira, Toots Thielemans, John Klemmer (en), Carol Welsman (en) ou Diane Schuur. Il est membre durant les années 1970 et 1980 du Paul Winter Consort.
Il a vécu à Los Angeles où il a travaillé sur la musique de plusieurs films dont La Faute à Rio et Sister Act, acte 2.
Il est mort d'un cancer à Los Angeles le 27 septembre 2013.

## Discographie

### En tant que leader
- Bossa Nova Mesmo (avec Carlos Lyra, Lúcio Alves, Sylvia Telles, Vinícius de Moraes) (1961 - Philips)
- The Rhythm and Sounds of Bossa Nova (avec Miltinho) (1963)
- Brazilian Scandals (1987)
- Oscar! (1987)
- Maracujá (1989)
- More than Yesterday (avec Teo Lima) (1991)
- Tropical Heart (1993)
- The John Klemmer (en) et Oscar Castro-Neves Duo (1997)
- Brazilian Days (avec Paul Winter) (1998)
- Playful Heart (2003)
- All One (2006)

### Comme accompagnateur
- 1974 : Elis & Tom (avec Elis Regina et Antônio Carlos Jobim)

#### AvecDavid Darling
- Cycles (en) (ECM, 1981)

#### AvecEliane Elias
- Brazilian Classics (2003)